# 꾸지나무
꾸지나무(학명: Broussonetia papyrifera)는 장미목 뽕나무과에 속하는 나무의 일종이다. 아시아의 토종 식물로서 중국, 타이완, 한국, 일본, 인도, 미얀마, 인도차이나반도에서 자생한다.
나무는 별로 크지 않은 편이고 높이가 10m 정도에 달한다. 잎은 크고 얕게 세 갈래로 나뉘어 있거나 타원형을 띠고 있고 한 쪽으로 난다. 꾸지나무의 잎은 약용으로 사용되기도 하고 돼지, 소, 양, 사슴 등의 가축 사료로도 사용된다. 또한 나무껍질은 닥나무와 마찬가지로 제지용 섬유 원료로 여겨졌다.